# 2013 في اليمن
القائمة التالية تسرد أهم الأحداث التي وقعت خلال عام 2013 في اليمن.

## الأحداث

### أغسطس
- 6 أغسطس - سقوط طائرة نقل عسكرية يمنية في محافظة مأرب ومقتل قائد اللواء 107 مشاة العميد حسين مشعبة فيها وعشرة آخرين.

### سبتمبر
- 5 ديسمبر - مسلحون يقتحمون مستشفى بمجمع وزارة الدفاع اليمنية مما أسفر عن مقتل 52 شخصًا، وإصابة 176 آخرين بجروح.

### أكتوبر
- 3 أكتوبر - الجيش اليمني يستعيد مقر قيادة المنطقة العسكرية الثانية بعد إقتحامه والسيطرة عليه من قبل مسلحين تابعين لتنظيم القاعدة لمدة ثلاثة أيام.

### ديسمبر
- 5 ديسمبر - اقتحام مستشفى العرضي بمجمع وزارة الدفاع اليمنية نفذه مسلحون ، وأسفر عن مقتل 52 شخصًا وجرح المئات.